# Eugène Terre'Blanche
Eugène Terre'Blanche (31. ledna 1941 – 3. dubna 2010) byl jihoafrický radikální bělošský politik a aktivista, zakladatel a dlouholetý předseda Afrikaner Weerstandsbeweging (AWB).

## Život
V době apartheidu stál v opozici vůči režimu a vládnoucí Národní straně z bělošských pravicových pozic a spolupracoval s Konzervativní stranou. V 90. letech vystupoval proti zrušení apartheidu a jeho organizace plánovala i ozbrojené povstání. Zároveň však AWB prosazovala vytvoření etnicky čistého Búrského státu, obdobu černošských bantustanů.
Kromě své politické činnosti byl i literárně činný jako básník a dramatik. Jeho drama o búrské válce Sybrand die Watermaker (Sybrand, tvůrce vody) bylo vyučováno v Jihoafrické republice i mezi povinnou četbou.
V roce 2001 byl odsouzen k šestiletému odnětí svobody za útok na pracovníka čerpací stanice Johna Ndzimu a pokus o vraždu člena ochranky Paula Motshabiho. Po třech letech byl z vězení propuštěn.
3. dubna 2010 byl zavražděn dvěma černošskými zaměstnanci svého vlastního statku, zřejmě kvůli sporu o jejich výplatu. Útočníci ho ve spánku ubili tyčemi a rozsekali mačetami.